# المنظمة الاشتراكية الوطنية لرعاية ضحايا الحرب
تعتبر رعاية ضحايا الحرب الإشتراكية الوطنية ((بالألمانية: Nationalsozialistische Kriegsopferversorgung)‏, NSKOV) National Socialist War Victim's Care هي منظمة رعاية إجتماعية للمحاربين القدامى المصابين بجروح خطيرة و كذلك مقاتلي الخطوط الأمامية في الحرب العالمية الأولى، تأسست عام 1934 و كانت تابعة للحزب النازي. فبعد هزيمة ألمانيا النازية في الحرب العالمية الثانية، أصدرت الحكومة العسكرية الأمريكية قانونًا خاصًا يحظر الحزب النازي وجميع فروعه، المعروف باسم القانون رقم خمسة. كان لابد من إنشاء المنظمات التي تهتم برعاية المحاربين القدامى في الحرب العالمية الأولى من خلال إعادة الإعمار بعد الحرب في كل من ألمانيا الغربية والشرقية.

## التاريخ
كان المقر الرئيسي للمنظمة في كروزبيرج، برلين (في ذلك الوقت كان يسمى منطقة SW 68) ووظفت المهندس المعماري ويلي مويلو لتصميم مجمعات سكنية رخيصة للمحاربين النازيين القدامى. ظهرت هذه المجمعات في وقت ما بين أواخر العشرينيات وأوائل الثلاثينيات من القرن الماضي وهي محمية وفقًا لقائمة الآثار التابعة لمدينة برلين.